# Очеретько Іван Данилович
Іва́н Дани́лович Очере́тько (нар. 15 вересня 1908 — пом. 1 лютого 1989) — радянський військовик часів Другої світової війни, старший лейтенант. Герой Радянського Союзу (1943).

## Життєпис
Народився 15 вересня 1908 року в селі Попельнастому, волосному центрі Верхньодніпровського повіту Катеринославської губернії (нині — Олександрійський район Кіровоградської області), в селянській родині. Українець. У 1922 році закінчив 6 класів. Працював у колгоспі «Зоря комунізму» спочатку бригадиром, згодом — заступником голови колгоспу.
До лав РСЧА призваний Олександрійським РВК 25 червня 1941 року. В боях німецько-радянської війни з липня того ж року. Воював на Південному, Південно-Західному, Воронезькому та 1-му Українському фронтах. У серпні 1941 року разом з бійцями свого взводу протягом 5 діб стримував наступ супротивника на каховському плацдармі, був поранений. Після одужання направлений на курси підготовки молодших лейтенантів. З жовтня 1942 року — знову на фронті. Член ВКП(б) з 1943 року.
Особливо командир 3-ї стрілецької роти 615-го стрілецького полку 167-ї стрілецької Сумської Червонопрапорної дивізії 51-го стрілецького корпусу 38-ї армії Воронезького фронту старший лейтенант І. Д. Очеретько відзначився під час битви за Дніпро. В ніч з 25 на 26 вересня 1943 року рота під його командуванням під сильним рушнично-кулеметним і мінометним вогнем супротивника першою в полку форсувала Дніпро й вступила в бій з ворогом на острові східніше Вишгорода. Відбили 2 контратаки супротивника, знищивши при цьому до 50 солдатів ворога. 29 вересня під прикриттям артилерійського вогню рота форсувала старе русло Дніпра й вступила в бій з чисельно переважаючими силами супротивника. Ворог 11 разів ходив у контратаку, проте бійці роти старшого лейтенанта І. Д. Очеретька втримали свої позиції, знищивши до 150 ворожих солдатів і офіцерів. Під час 6-ї контратаки був поранений, але поле бою не залишив і продовжував командувати ротою; під час 11-ї контратаки вдруге був важко поранений, після чого доправлений у шпиталь.
У 1948 році старший лейтенант І. Д. Очеретько вийшов у запас. Очолював колгосп у рідному селі. Згодом переїхав до місті Олександрія, де обіймав відповідальні посади у виконавчому комітеті Олександрійської районної ради, очолював шляховий відділ райвиконкому.
Помер 1 лютого 1989 року.

## Нагороди
Указом Президії Верховної Ради СРСР від 29 жовтня 1943 року за зразкове виконання бойових завдань командування на фронті боротьби з німецько-фашистськими загарбниками та виявлені при цьому відвагу і героїзм, старшому лейтенантові Очеретьку Івану Даниловичу присвоєне звання Героя Радянського Союзу з врученням ордена Леніна і медалі «Золота Зірка» (№ 3561).
Також був нагороджений орденами Вітчизняної війни 1-го ступеня (11.03.1985), Червоної Зірки (15.04.1943) і медалями.